# اسمیرنوف
اسمیرنوف (به انگلیسی: Smirnoff) نوعی از ودکا است که توسط شرکت بریتانیایی دیاجیو تولید می‌شود.
برند اسمیرنوف با تقطیر ودکا در مسکو توسط پیوتر ارسنیویچ اسمیرنوف ایجاد شد. محصولات اسمیرنوف در کشورهای هند، ایرلند، هندوراس، آلبانی، مغولستان، لتونی، فیلیپین، ایتالیا، انگلستان و ایالات متحده آمریکا تولید می‌شوند.

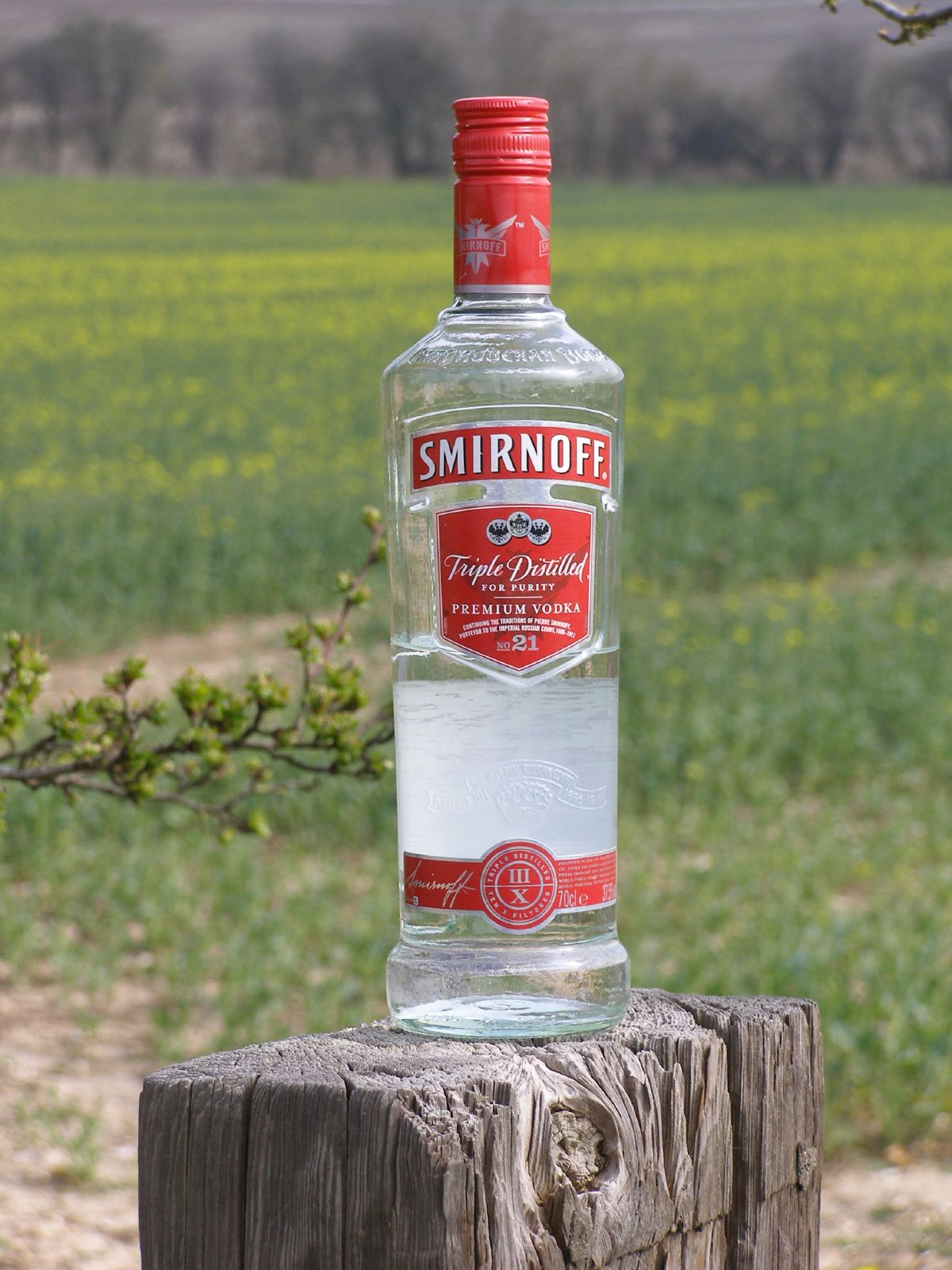
یک بطری ودکا اسمیرنوف